# Applied Computer Science
Applied Computer Science – międzynarodowe czasopismo naukowe wydawane przez Polskie Towarzystwo Promocji Wiedzy oraz Politechnikę Lubelską (współwydawca od 2022). Pozycja początkowo była wydawana zarówno w postaci papierowej (ISSN 1895-3735), jak i elektronicznej (e-ISSN 2353-6977). Do 2013 roku czasopismo było wydawane jako półrocznik, od 2014 roku jest kwartalnikiem. W roku 2017 zmianie uległa szata graficzna czasopisma i zrezygnowano z wydawania wersji papierowej. Od roku 2020 czasopismo jest indeksowane w bazie Scopus.

## Wydawcy
Od 2022 – Polskie Towarzystwo Promocji Wiedzy oraz Politechnika Lubelska (współwydawca).
2017–2022 – Polskie Towarzystwo Promocji Wiedzy.
2005–2016 – Instytut Technologicznych Systemów Informacyjnych (Politechnika Lubelska)

## Cel i zakres
Celem czasopisma jest prezentowanie wyników najnowszych badań naukowych, teorii, zaawansowanych projektów oraz nowatorskich rozwiązań w dziedzinie technologii komputerowych. Tematyka skupia się przede wszystkim na zastosowaniu informatyki, w szczególności w:
- inżynierii mechanicznej,
- inżynierii przemysłowej,
- inżynierii biomedycznej,
- ekonomii i zarządzaniu.

## Honorowa Rada Redakcyjna
- prof. Zbigniew Banaszak, Politechnika Warszawska,
- prof. Józef Matuszek, Akademia Techniczno-Humanistyczna w Bielsku-Białej,
- prof. Antoni Świć, Politechnika Lubelska.

CZŁONKOWIE:
- Josef Basl, University of West Bohemia, Czechy,
- Grzegorz Bocewicz, Politechnika Koszalińska,
- María Cordente Rodríguez, Universidad CEU-San Pablo, Hiszpania,
- Robertas Damaševičius, Kaunas University of Technology, Litwa,
- Quirino Estrada, Universidad Autónoma de Ciudad Juárez, Meksyk,
- Michal Gregor, Uniwersytet Żyliński, Słowacja,
- Mikuláš Hajduk, Uniwersytet Techniczny w Koszycach, Słowacja,
- Petr Hořejší, University of West Bohemia, Czechy,
- Alfonso Infante Moro, Universitat de Huelva, Hiszpania,
- Mukund Nilakantan Janardhanan, University of Leicester, Wielka_Brytania,
- Monji Kherallah, University of Sfax, Tunezja,
- Martin Krajčovič, Uniwersytet Żyliński, Słowacja,
- Carlota Lorenzo Romero, Universidad de Castilla-La Mancha, Albacete, Hiszpania,
- Emil Manoach, Bułgarska Akademia Nauk, Bułgaria,
- Janusz Mleczko, Akademia Techniczno-Humanistyczna w Bielsku-Białej,
- Izabela Nielsen, Uniwersytet w Aalborgu, Dania,
- Adrian Olaru, University Politehnica of Bucharest, Rumunia,
- Zbigniew Pastuszak, Uniwersytet Marii Curie-Skłodowskiej,
- Chandima Ratnayake, University of Stavanger, Norwegia,
- Svetlana Ratner, Institute of Control Science, Rosja,
- Paweł Sitek, Politechnika Świętokrzyska,
- Bożena Skołud, Politechnika Śląska,
- Rui Sousa, University of Minho, Portugalia,
- Walter Terkaj, National Research Council, Włochy,
- Ali Türkyilmaz, Fatih University, Turcja.

## Rada wydawnicza
- Redaktor naczelny[3]:
  - dr hab. inż. Arkadiusz Gola, prof. uczelni – Politechnika Lubelska,
- Zastępcy redaktora naczelnego[3]:
  - dr inż. Jakub Szabelski – Politechnika Lubelska,
  - dr inż. Monika Kulisz – Politechnika Lubelska,
- Redaktorzy tematyczni[3]:
  - Gokhan Egilmez - University of New Haven, USA,
  - Grzegorz Litak - Politechnika Lubelska,
  - Zbigniew Nawrat - Śląski Uniwersytet Medyczny w Katowicach,
  - José Mondéjar Jiménez - Universidad de Castilla-La Mancha, Cuenca, Hiszpania.
- Redaktor statystyczny[potrzebny przypis]:
  - dr Tomasz Krajka – Politechnika Lubelska,
- Komitet redakcyjny[2]:
  - Monika Mazowiecka - Language editor,
  - Katarzyna Piotrowska – Politechnika Lubelska[potrzebny przypis],
  - Ewelina Kosicka – Politechnika Lubelska[potrzebny przypis],
  - Michał Cioch – Politechnika Lubelska[potrzebny przypis],
  - Daniel Gąska – Politechnika Lubelska[potrzebny przypis].

## Indeksacja
- BazTech,
- Cabell’s Directory,
- CNKI – China National Knowledge Infrastructure,
- DOAJ – Directory of Open Access Journals,
- EBSCO,
- ERIH PLUS,
- Google Scholar,
- Index Copernicus,
- J-Gate,
- Scopus[4],
- TEMA Technik und Management.

## Lista czasopism punktowanych MNiSW
- 6 pkt - 2013-2014 r.[5],
- 11 pkt - 2015-2016 r.[6],
- niepunktowane - 2017-2019 r.,
- 20 pkt - od 2020 r.[7],
- 40 pkt - od 1 grudnia 2021 r.[8],
- 70 pkt - od 21 grudnia 2021 r. (dyscypliny: informatyka techniczna i telekomunikacja, inżynieria mechaniczna, inżynieria materiałowa, inżynieria biomedyczna, ekonomia i finanse, nauki o zarządzaniu i jakości, informatyka)[9],
- 70 pkt - od 3 listopada 2023 r. (dyscypliny: informatyka techniczna i telekomunikacja; inżynieria biomedyczna; inżynieria materiałowa; inżynieria mechaniczna; ekonomia i finanse; nauki o zarządzaniu i jakości; informatyka)[10],